# Merle Allin
Merle Allin (nascido em 1 de setembro de 1953) é um baixista estadunidense, mais conhecido por ser o irmão mais velho de G.G. Allin, vocalista e compositor de punk rock.
Merle tocou em várias bandas de G.G. Allin, incluindo The Jabbers e The Murder Junkies, tocando baixo. Ele ainda toca com o Murder Junkies, a última banda de seu irmão, com um novo vocalista, mas a formação original (ele mesmo, o guitarrista William Weber III e o baterista Donald "Dino" Saches).
A marca registrada de Merle é o seu bigode estilo Hitler. Ele também é coberto de tatuagem.
G.G. Allin afirmou que ele fez sexo-oral com seu irmão Merle quando estava no palco. A nota de aviso do álbum de G.G. Allin "Freaks, Faggots, Drunks and Junkies" também afirma que Merle e G.G. Allin fizeram sexo.
Merle atualmente reside em Nutley, Nova Jersey e passa o seu tempo escrevendo músicas, organizando turnês e cuidando das coisas de seu irmão (incluindo a venda de diversos CDs, DVDs e outros objetos de G.G. Allin). Ele também é dono de uma grande coleção de trabalho de arte de serial killers americanos, incluindo os de John Wayne Gacy.
Ele foi casado duas vezes. 
Em 2016, o diretor Sami Saif lançou o filme documentário The Allins, no qual a relação entre Merle Allin e sua mãe, Arleta, é explorada, lidando com o cotidiano de suas vidas duas décadas após a morte de G.G. Allin.